# Corydalis grubovii
Corydalis grubovii là một loài thực vật có hoa trong họ Anh túc. Loài này được Michajlova mô tả khoa học đầu tiên năm 1981.